# 斯利姆·伯纳
斯利姆·伯纳（英語：Slim Burna；1988年4月11日—），本名加布里埃尔·索普林耶·哈利迪（Gabriel Soprinye Halliday），尼日利亚嘻哈音樂藝術家、饒舌歌手、唱片製作人。他出生于埃塞克斯郡，在哈科特港长大。
伯纳在2013年发行了他的首张个人专辑《I'm on Fire》。